# Deliver
| Recensione              | Giudizio    |
| ----------------------- | ----------- |
| AllMusic                | [ 2 ]       |
| Sputnikmusic            | 3.6 (Great) |
| Dizionario del Pop-Rock | [ 4 ]       |
| 24.000 dischi           | [ 5 ]       |

Deliver (alcune volte il titolo riportato è The Mamas and the Papas Deliver) è il terzo album discografico del gruppo musicale statunitense dei The Mamas & the Papas, pubblicato nel marzo del 1967.

## Accoglienza
Tre sono i brani compresi nell'album e pubblicati in formato singolo che raggiunsero la classifica USA Billboard Hot 100: Dedicated to the One I Love (seconda posizione il 25 marzo 1967); Creeque Alley (quinta posizione raggiunta il 3 giugno 1967) e Look Through My Window (ventiquattresima posizione il 26 novembre 1966).

## Tracce
Lato A
1. Dedicated to the One I Love – 2:56 (Ralph Bass, Lowman Pauling) – Registrato nel novembre-dicembre del 1966 al Honest John Studios, Bel-Air, Los Angeles (California)
2. My Girl – 3:35 (Smokey Robinson, Ronald White) – Registrato nel novembre-dicembre del 1966 al Honest John Studios, Bel-Air, Los Angeles (California)
3. Creeque Alley – 3:45 (John Phillips, Michelle Gillam) – Registrato nel novembre-dicembre del 1966 al Honest John Studios, Bel-Air, Los Angeles (California)
4. Sing for Your Supper – 2:46 (Lorenz Hart, Richard Rodgers) – Registrato nel novembre-dicembre del 1966 al Honest John Studios, Bel-Air, Los Angeles (California)
5. Twist and Shout – 2:45 (Phil Medley, Bert Russell) – Registrato nel novembre-dicembre del 1966 al Honest John Studios, Bel-Air, Los Angeles (California)
6. Free Advice – 3:15 (John Phillips, Michelle Gillam) – Registrato nel novembre-dicembre del 1966 al Honest John Studios, Bel-Air, Los Angeles (California)

Lato B
1. Look Through My Window – 3:05 (John Phillips) – Registrato il 24 settembre 1966 al Honest John Studios, Bel-Air, Los Angeles (California)
2. Boys and Girls Together – 3:15 (John Phillips) – Registrato il 1º dicembre 1966 al Honest John Studios, Bel-Air, Los Angeles (California)
3. String Man – 2:59 (John Phillips, Michelle Gillam) – Registrato nel novembre-dicembre del 1966 al Honest John Studios, Bel-Air, Los Angeles (California)
4. Frustration – 2:50 (John Phillips) – Registrato nel novembre-dicembre del 1966 al Honest John Studios, Bel-Air, Los Angeles (California)
5. Did You Ever Want to Cry – 2:53 (John Phillips) – Registrato il 29 novembre 1966 al Honest John Studios, Bel-Air, Los Angeles (California)
6. John's Music Box (Adattamento di John Phillips) – 1:00 (John Phillips) – Registrato nel novembre-dicembre del 1966 al Honest John Studios, Bel-Air, Los Angeles (California)

## Formazione
- John Phillips - voce, chitarra
- Denny Doherty - voce
- Cass Elliot - voce
- Michelle Phillips - voce

Musicisti aggiunti
- Doctor Eric Hord - chitarra
- P. F. Sloan - chitarra
- Larry Knechtel - tastiere
- Jim Horn - flauto, sassofono
- Joe Osborn - basso
- Hal Blaine - batteria, percussioni
- Gary Coleman - percussioni, campane, marimba

Note aggiuntive
- Lou Adler - produttore
- Guy Webster - fotografia copertina album
- Tad Diltz - altre fotografie album
- Dr. Don Altfeld, Dr. Wilbur Schwartz, Dr. Leon Krohn - consulting physicians[10]